# Hanns Gasser

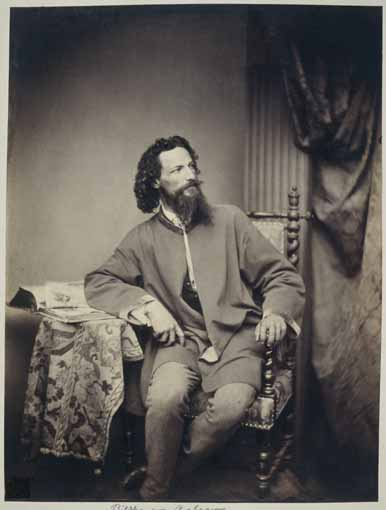
Hanns Gasser

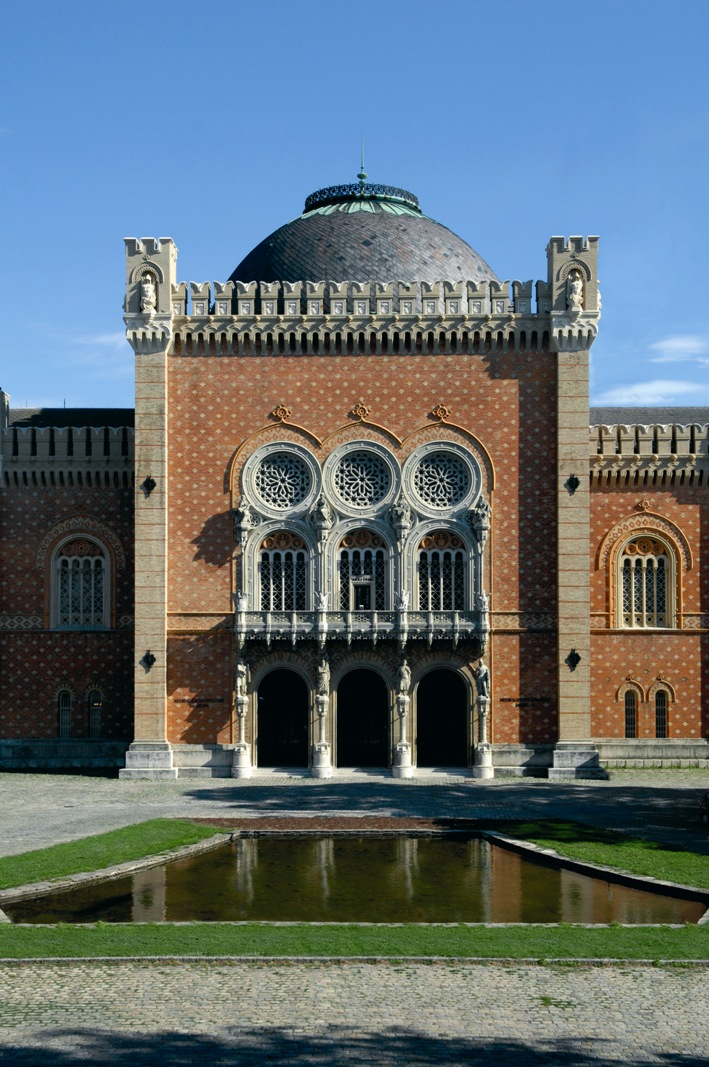
HGM, Fassade Mittelbau mit den Figuren Gassers

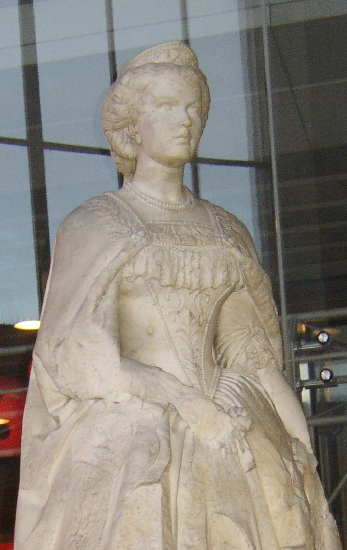
Denkmal der Kaiserin Elisabeth am Wiener Westbahnhof

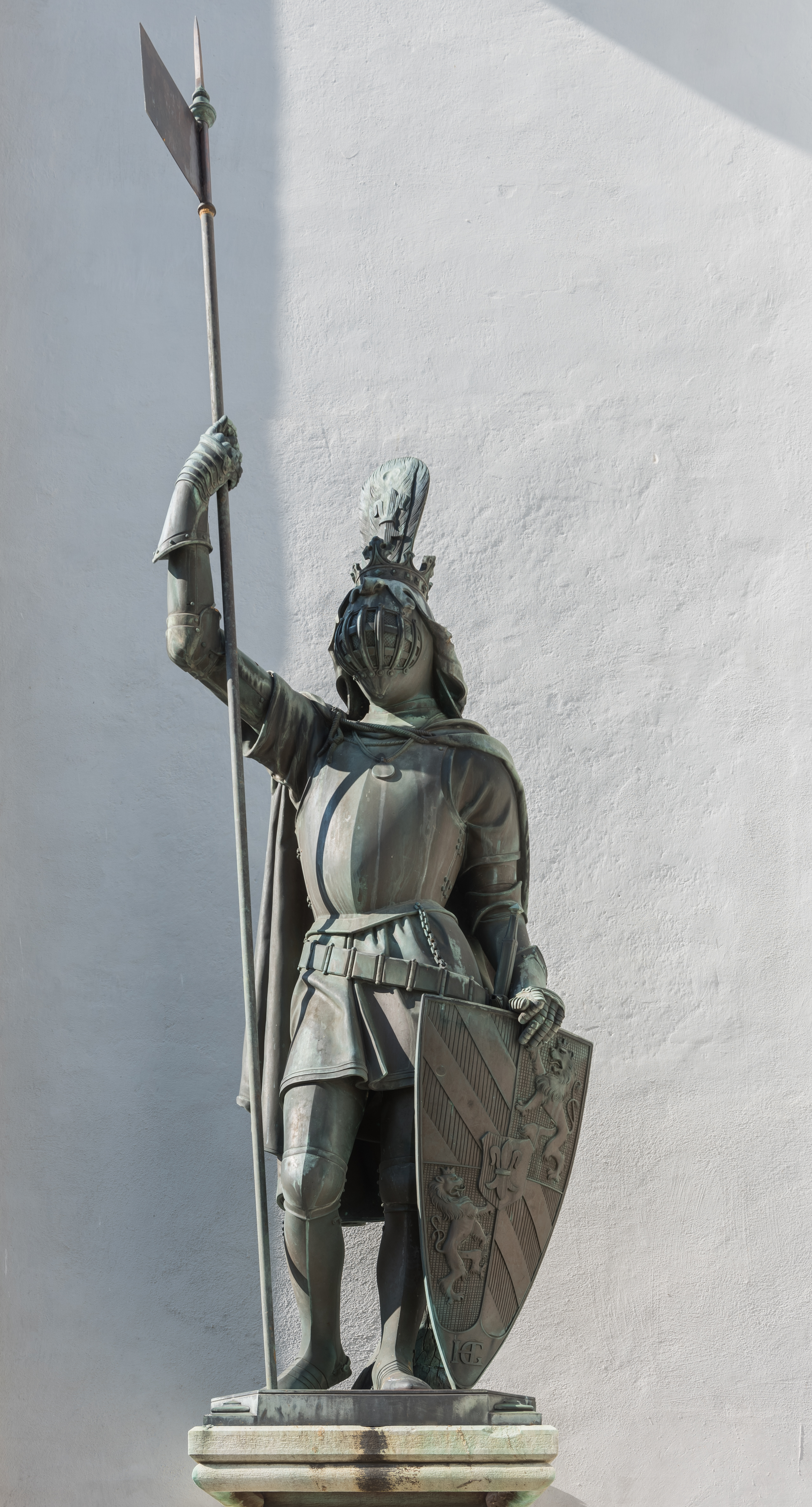
Bronzeritter (1860) an der Baron-Keiserstein`schen Familiengruft, Filialkirche Sankt Ulrich bei Krastowitz, Klagenfurt-Welzenegg

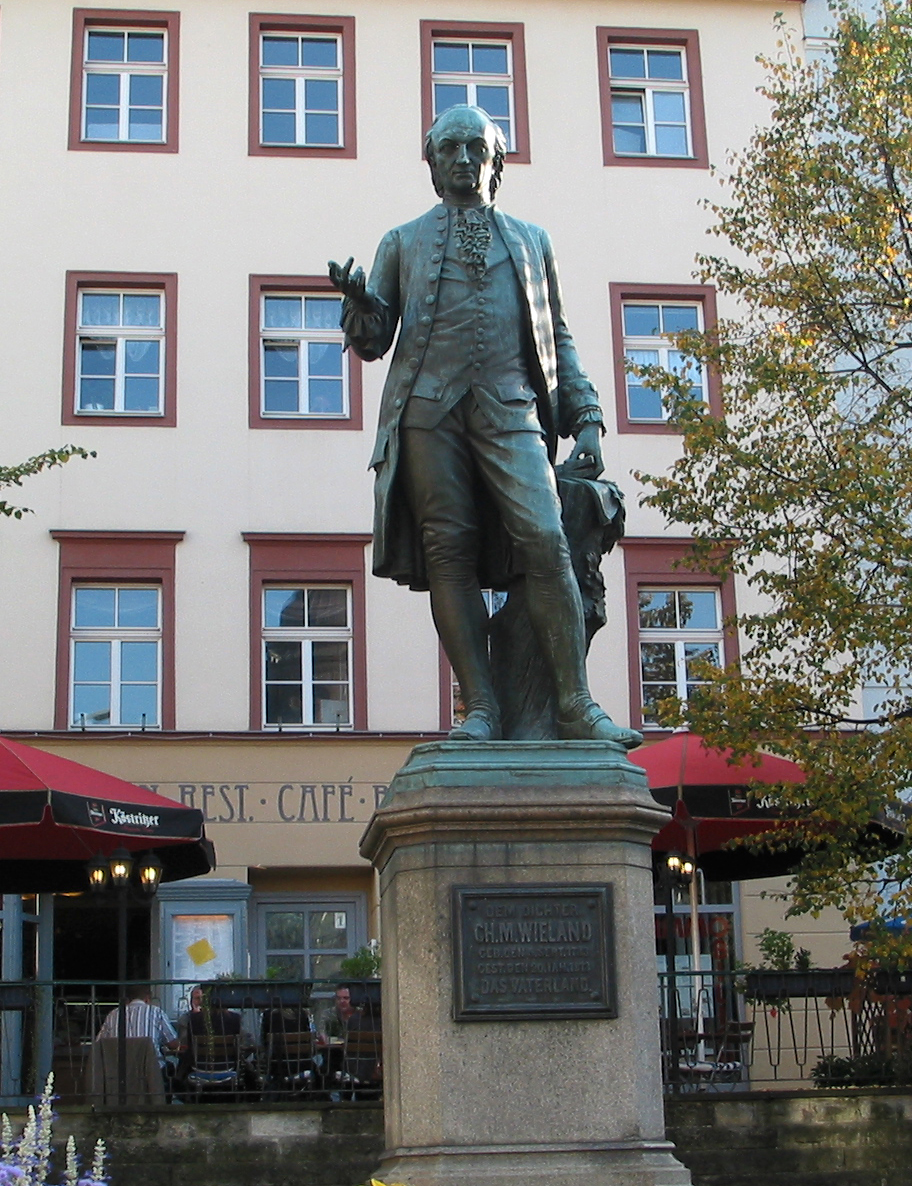
Denkmal für Christoph Martin Wieland in Weimar, enthüllt 1857.

Hanns Gasser, auch Hans Gasser und auf den Namen Johann getauft (* 2. Oktober 1817 in Eisentratten bei Gmünd in Kärnten; † 24. April 1868 in Pest), war ein österreichischer Bildhauer und Maler.

## Leben
Hanns Gasser, Sohn des Tischlermeisters Jakob Gasser, war der Bruder von Joseph Gasser von Valhorn. Er begann als Holzschnitzer und stellte 1838 erstmals in Klagenfurt aus, ging dann aber nach Wien, wo er an der Akademie der bildenden Künste unter Carl Gsellhofer studierte. Gasser gewann an der Akademie mehrere Preise. In den Jahren von 1842 bis 1846 lebte er in München, wo er sich Julius Schnorr von Carolsfeld und Wilhelm von Kaulbach, dann Ludwig Schwanthaler anschloss. 1848 beteiligte sich Gasser an den Revolutionskämpfen in Wien. Er war von 1850 bis 1851 Professor an der Wiener Akademie. Gasser führte ein unstetes Leben und arbeitete zeit seines Lebens in zahlreichen Städten Europas.
1875 wurde ihm zu Ehren in Wien die Gassergasse benannt, da Gasser in Wien zahlreiche Werke an öffentlichen Gebäuden hinterließ. Außerdem wurde eine Dampflokomotive der Baureihe kkStB 151 nach ihm benannt. In Villach befindet sich der Hans-Gasser-Platz.
Damit Gasser, der auf den Namen Johann getauft war, nicht mit dem gleichnamigen Kunstgenossen Johann Gasser aus Tirol verwechselt wurde, nannte er sich Hanns.

## Leistung
Hanns Gasser war ein zu seiner Zeit sehr erfolgreicher Bildhauer, der Figuren für Kirchen, Brunnen oder Grabmäler schuf, aber auch Porträtbüsten und Heiligenfiguren. Weniger bedeutend sind seine malerischen und grafischen Arbeiten. Gasser arbeitete in einem klassizistisch-romantischen Stil und zählt neben Anton Dominik Fernkorn zu den bedeutendsten Bildhauern Österreichs jener Zeit. Zu seinen herausragendsten Arbeiten zählen die aus Sandstein gefertigten allegorischen Figurendarstellungen der militärischen Tugenden an der Fassade des Wiener Heeresgeschichtlichen Museums. Unter den Rundfenstern sind dies die weiblichen Figuren (v. l. n. r.) der Stärke, Wachsamkeit, Frömmigkeit und Weisheit; neben den drei zur Vorhalle führenden Öffnungen sind, in männlichen Figuren, die Tapferkeit, Fahnentreue, Aufopferung und die kriegerische Intelligenz dargestellt.

## Werke
- Der blinde Geiger (Wien, Österreichische Galerie Belvedere), 1844, Öl auf Leinwand
- 7 allegorische Figuren am Carltheater in Wien, 1847
- 12 Putten, die Monate darstellend, im Belvederepark in Wien, 1850–52
- Stuckdecke, Karyatiden und Reliefs im Gemeinderatssaal des Alten Rathauses in Wien, 1851–53
- Denkmal für Christoph Martin Wieland in Weimar, 1852–1857.
- 8 allegorische Figuren an der Vorderfront des k.k. Hofwaffenmuseums, heute Heeresgeschichtliches Museum im Arsenal in Wien, 1855
- 12 Statuen, die Nationen Österreichs darstellend, an der Fassade der ehemaligen Österreichisch-Ungarischen Bank in Wien, Ecke Herrengasse–Strauchgasse, 1855
- Donauweibchenbrunnen im Wiener Stadtpark, 1858
- Bronzeritter über der Familiengruft Baron von Keiserstein an der SO-Seite der Filialkirche hl. Ulrich in Krastowitz, Klagenfurt-Welzenegg, 1860
- Kaiserin-Elisabeth-Denkmal im Wiener Westbahnhof, 1860
- Maria-Theresia-Denkmal in Wiener Neustadt, 1862
- Maria mit dem Kind am Hochaltar der ehemaligen Waisenhauskirche in Wien, 1866
- Denkmal für Joseph von Sonnenfels, heute Rathauspark in Wien, 1867
- Skulpturen an den beiden Brunnen neben der Wiener Staatsoper, 1868